# باتريك أوبراين (لاعب كرة قدم)
باتريك أوبراين (بالإنجليزية: Patrick O'Brien)‏ (1 يناير 1875 - 1 يناير 1951) هو لاعب كرة قدم بريطاني (وحمل سابقاً جنسية المملكة المتحدة لبريطانيا العظمى وأيرلندا) في مركز الهجوم. لعب مع نادي أرسنال ونادي بريستول سيتي.